# Cynthia Hardy
Cynthia Hardy (* 1956 in Kanada) ist Professorin an der Universität Melbourne und Leiterin der Fachschaft für Management.

## Werdegang
Hardy studierte an der University of Warwick und erwarb ihren Bachelor 1978 und ihren Doktor in Philosophy 1982. Sie wechselte an die McGill University, wo sie neben Henry Mintzberg arbeitet. 1998 wechselte sie schließlich die Leitung der neu gegründeten Fachschaft in Management. 2006 übernahm Hardy eine am Advanced Institute of Management Research und eine weitere am Centre for Strategic Change and Performance Management der Simon Fraser University in Vancouver sowie 2007 die Montague Burton Fellowship der Cardiff Business School. Von 2004 bis 2009 lehrte sie in einer Gastprofessur an der University of Leicester.
Neben Leicester lehrte Hardy im Verlauf ihrer Karriere in Gastprofessuren an der Universität Ferrara (Italien), der École supérieure des sciences économiques et commerciales (Frankreich), der Simon Fraser University (Burnaby, Kanada) und der Universidade Federal do Rio Grande do Sul (Brasilien).

## Forschungsinteressen
Mit Mitteln der Diskurstheorie untersucht Hardy Macht und Machtausübung in Organisationen. Hardy und eine Handvoll von anderen Forschern machte diesen Forschungsansatz zu einem zentralen Thema der Organisationsforschung. Neben diesen theoretischen Forschungen untersuchte Hardy auch in qualitativen Erfassungen Themen wie Flüchtlinge, AIDS oder Nichtregierungsorganisationen in den palästinensischen Autonomiegebieten.
2001 war Hardy beteiligt an der Gründung des International Centre for Research on Organizational Discourse, Strategy & Change (ICRODSC), das seither von einem Netzwerk von vier auf zwölf Universitäten in Australien, Kanada, den USA, Großbritannien, Schweden und Japan angewachsen ist.

## Ehrungen
Hardy wurde mit einem Ehrendoktor der Cardiff Business School geehrt. Ihre Arbeit wurde mit dem Greif Research Award in Kanada und der Woodward Medal der Universität Melbourne für herausragende Beiträge zu den Sozialwissenschaften geehrt. Außerdem ist sie Fellow der Academy of Social Science in Australien.
2014 wurde Cynthia Hardy zum Ehrenmitglied von EGOS ernannt. Die Laudatio hielt David C. Wilson. 2019 wurde sie als korrespondierendes Mitglied (Corresponding Fellow) in die British Academy gewählt.

## Bibliografie
Hardy veröffentlichte mehrere wichtige Artikel und Bücher. Einer ihrer Artikel ist der meistzitierte Artikel der Academy of Management Review in 2004. 56 Arbeiten von Hardy werden in 156 Publikationen von fast 6000 Büchereien angeboten. Ausgewählte Werke sind:
- Cynthia Hardy, The politics of collegiality : retrenchment strategies in Canadian universities, 1996
- Cynthia Hardy mit Stewart Clegg und Walter R. Nord, Handbook of organization studies, 1996
- Cynthia Hardy mit Stewart Clegg und Walter R. Nord, Managing organizations : current issues, 1999
- Cynthia Hardy mit Stewart Clegg, Studying organization: theory & method, 1999
- Cynthia Hardy mit Nelson Phillips, Discourse analysis: investigating processes of social construction, 2002